# Carcinoide
Un carcinoide (també tumor carcinoide) és un tipus de tumor neuroendocrí de creixement lent originari a les cèl·lules del sistema neuroendocrí. En alguns casos, es pot produir metàstasi. Els tumors carcinoides dels intestins del mig (jejú, ili, apèndix i cec) estan associats a la síndrome carcinoide.
Els tumors carcinoides són els tumors malignes més comuns de l'apèndix, però s'associen més freqüentment a l'intestí prim i també es poden trobar al recte i a l'estómac. Se sap que creixen al fetge, però aquesta troballa sol ser una manifestació de la malaltia metastàtica d'un carcinoide primari que es produeix en altres parts del cos. Tenen una taxa de creixement molt lenta en comparació amb la majoria de tumors malignes. L'edat mitjana en diagnòstic per a tots els pacients amb tumors neuroendocrins era de 63 anys.